# جوان غاردنر
جوان غاردنر (بالإنجليزية: Joan Gardner)‏ هي ممثلة بريطانية (وحملت سابقاً جنسية المملكة المتحدة لبريطانيا العظمى وأيرلندا)، ولدت في 26 أكتوبر 1914 في المملكة المتحدة، وتوفيت في 17 سبتمبر 1999 ببيفرلي هيلز في الولايات المتحدة.

## وصلات خارجية
- جوان غاردنر على موقع IMDb (الإنجليزية)
- جوان غاردنر على موقع ألو سيني (الفرنسية)
- جوان غاردنر على موقع أول موفي (الإنجليزية)
- جوان غاردنر على موقع قاعدة بيانات الأفلام السويدية (السويدية)
- جوان غاردنر على موقع قاعدة بيانات الفيلم (الإنجليزية)
- جوان غاردنر على موقع كينوبويسك (الروسية)